# 권영해 (독립운동가)
권영해(權永海, 1888년 8월 12일~1949년 6월 23일)는 대한제국 관료 직을 지낸 대한민국의 독립운동가이다. 본관은 안동(安東)이고 호(號)는 산남(山南)이다.

## 생애

### 일제 강점기 시대
1907년에서 1910년까지 대한제국 경상북도 예천군 군서기관 직을 지낸 그는 1910년 대한제국 관료직 퇴임한 이후 1919년 경상북도 칠곡군 인동면 진평리 진평교회(眞坪敎會) 목사로 재직 당시 독립 만세 시위 운동이 대대적으로 발발하였다는 소식을 접하고 교회 집사 이상백(李相柏)·이내성(李乃成) 등과 함께 1919년 3월 12일에 동민을 규합하여 대대적인 시위를 하기로전격 결의하였다. 그리하여 1919년 3월 12일이 되자 그와 일행들은 미리 준비해 둔 태극기(太極旗)와 조선독립선언서(朝鮮獨立宣言書)를 동리 주민들에게 배포하고 동리 곳곳에 횃불을 붙였으며 끝끝내 동리 야산에서 300여명의 동민을 규합하고 대한 독립 만세를 고창하며 만세 시위 운동을 주도하다가 일경들과 일본 헌병들에게 제압이 되며 끝내 강제로 해산되었지만 이후 이곳 민중들의 항일 저항의식이 더욱 높아짐에 따라 만세 시위 운동 관련 계획을 다시 협의하여 1919년 3월 14일 21시경을 기하여 2백 명의 동민과 아울러 동리 야산에서 다시 대한 독립 만세를 고창하는 등 만세 시위 운동을 주도하다가 결국 일경에 피체되었다.
그리하여 그는 1919년 4월 25일을 기하여 대구지방법원에서 소위 보안법 위반 관련으로 징역 1년 10월형을 언도받고 1년여의 옥고를 치르다가 1920년 4월 26일을 기하여 특별사면 석방되었다.

### 광복 이후
1948년 6월에서 이듬해 1949년 3월까지 한국독립당 특임행정촉탁위원을 잠시 지냈다.

## 국가 수훈
- 대한민국 정부에서는 그의 공훈을 기리어 1990년 3월 1일을 기하여 건국훈장 애족장을 추서하였다.